# Croisières de France
Croisières de France (CDF) était une compagnie maritime spécialisée dans les croisières créée en 2007 et disparue en février 2017.

## Histoire
Créée en août 2007 et basée à Paris, cette société est une filiale du groupe norvégo-américain Royal Caribbean Cruise Line basé à Miami.
Croisière tout-inclus signifie que tous les repas à bord, le vin français servi à table, les boissons alcoolisées et non alcoolisées sont gratuits (compris dans le prix de la croisière).
Dès fin 2014, la formule "tout-inclus" est devenue une option.

## Les activités
La France est le cinquième marché européen pour la croisière. CDF compte donc contribuer au renouveau de la croisière en France, en répondant aux attentes du marché français.
Le groupe hispanique Pullmantur rachète Croisière de France en 2016, mais maintient le nom et le service à bord « à la française » même si les paquebots sont repeints dans la nouvelle livrée. Deux nouveaux paquebots-géants, le « Monarque des mers » et le « Souverain des mers », complètent la flotte d'origine.

### La flotte deCroisières de France
Le Celebrity Century sera pressenti pour intégrer la flotte de la compagnie Croisières de France en 2015 mais l'acquisition ne se fera finalement pas.